# Dianleucauge
Dianleucauge là một chi nhện trong họ Tetragnathidae.